# Liste der Bodendenkmale in Bothel (Niedersachsen)
In der Liste der Bodendenkmale in Bothel sind alle Bodendenkmale der niedersächsischen Gemeinde Bothel (Niedersachsen) aufgelistet. Die Quelle ist der Denkmalatlas Niedersachsen. 
Der Stand der Liste ist der 24. November 2024.
Allgemein

Bothel im Landkreis Rotenburg (Wümme)

In den Spalten finden sich folgende Informationen des Bodendenkmales:
Lagegeographische Koordinaten
BezeichnungBezeichnung lt. Denkmalatlas
BeschreibungBeschreibung lt. Denkmalatlas
IDObjekt-ID
BildBild, ggf. zusätzlich mit Link zu weiteren Fotos im Medienarchiv Wikimedia Commons.

## Bothel
| Lage                       | Bezeichnung          | Beschreibung                                                                                         | ID       | Bild |
| -------------------------- | -------------------- | --- | -------- | ---- |
| 53° 5′ 4″ N, 9° 29′ 0″ O   | Bothel 6, Grabhügel  | Durchmesser ca. 14,2 m und Höhe ca. 0,7 m.                                                           | 28976781 | BW   |
| 53° 5′ 3″ N, 9° 28′ 59″ O  | Bothel 17, Grabhügel | Durchmesser ca. 11,6 m und Höhe ca. 0,4 m.                                                           | 28976780 | BW   |
| 53° 4′ 50″ N, 9° 28′ 33″ O | Bothel 33, Grabhügel | Oval in Südwest-Nordost-Richtung, Dm. 10 – 15 m; H. 1 – 1,2 m. Oberfläche durch Betreten beschädigt. | 28973967 | BW   |
| 53° 4′ 51″ N, 9° 28′ 34″ O | Bothel 34, Grabhügel | Durchmesser ca. 10 – 12 m und Höhe ca. 1 – 1,2 m, rundlich. Oberfläche durch Betreten beschädigt.    | 28973968 | BW   |
| 53° 4′ 52″ N, 9° 28′ 32″ O | Bothel 35, Grabhügel | | 28973963 | BW   |
| 53° 4′ 52″ N, 9° 28′ 32″ O | Bothel 38, Grabhügel | | 28973964 | BW   |